# Хасцаев, Дзамболат Валерьевич
Дзамбола́т Вале́рьевич Хасца́ев (осет. Хуасдзаути Валерийы фырт Дзамболат; род. 22 февраля 1995, Владикавказ, Россия) — российский футболист, нападающий.

## Карьера

### Клубная
Заниматься футболом начал во Владикавказе. Первый тренер — Пурихов Владимир Николаевич. В 14 лет переехал в Москву и стал выступать за юношеский состав футбольного клуба «Москва», где тренировался под руководством Сергея Полстянова. После расформирования клуба в 2010 году перебрался в «Спартак», где также был игроком юношеской команды. В 2011 году перешёл в «Аланию». За основной состав команды впервые сыграл 4 июля 2011 года в кубковом матче против «Волгаря-Газпрома», был заменён после первого тайма. На момент дебюта Хасцаеву было 16 лет. 26 мая 2013 года дебютировал в премьер-лиге в игре против московского «Спартака», на 86 минуте заменил Тамаша Пришкина.
В августе 2013 года был отдан в аренду в фарм-клуб «Аланию-Д». В 2014 году стал игроком новороссийского «Черноморца», откуда дважды отдавался в аренду в «Динамо» (Ставрополь). В январе 2017 года вернулся во владикавказский клуб.

### В сборной
В августе 2010 года впервые получил вызов в юношескую сборную России. Вместе с командой Талалаева Дзамболат отправился на международных турнир в Пскове. Сборная России тот турнир выиграла, а Хасцаев сыграл все матчи и забил гол в финале. Также, в ноябре 2010 года Дзамболат сыграл за сборную в товарищеском матче со сверстниками из Германии.
В 2019 году играл за сборную Южной Осетии на чемпионате Европы, организованном футбольной конфедерацией ConIFA, и одержал с командой победу в турнире.

## Достижения
Сборная России до 17 лет
- Победитель международного турнира в Пскове: 2010